# Somatochlora provocans
Somatochlora provocans är en trollsländeart som beskrevs av Philip Powell Calvert 1903. Somatochlora provocans ingår i släktet glanstrollsländor, och familjen skimmertrollsländor. Inga underarter finns listade i Catalogue of Life.
Denna trollslända förekommer i sydöstra och östra USA från delstaterna Missouri och Mississippi till New Jersey. Den lever i skogar och våtmarker intill vattendrag.
För beståndet är inga hot kända. Somatochlora provocans är inte talrik men den har en stor utbredning. IUCN listar arten som livskraftig (LC).